# Burkwanger Baggersee
Der Burkwanger Baggersee liegt östlich der Ortschaft Burkwang im Gebiet der Stadt Isny im Allgäu im Landkreis Ravensburg, Baden-Württemberg.

## Geographie
Der Burkwanger Baggersee mit einer Wasserfläche von 6,8 Hektar liegt am Fuße der Adelegg. Im Osten fließt die Untere Argen um den durch Grundwasser gespeisten See herum und im Süden verläuft die Bundesstraße 12. Westlich des Sees verlief die Bahnstrecke Kempten–Isny.

## Geschichte
Bedingt durch die Nähe zur Eisenbahnstrecke für den logistischen Abtransport des Kieses, wurde in den 1970er Jahren an dieser Stelle eine Kiesgrube ausgehoben. Der Kiesabbau endete im Jahr 1981 und die Grube wurde durch eindringendes Grundwasser geflutet. Heute dient der See vor allem als Bade- und Angelsee. Am östlichen Ufer gibt es einen Abschnitt für Freikörperkultur.